# Splatter
Splatter, eller gore, är en filmgenre där tyngdpunkten ligger på överdrivet våld och stora mängder blod, inte sällan med en humoristisk ton. Typexempel på genren är Peter Jacksons filmer Bad Taste (1987) och Braindead (1992) samt den svenska filmen Evil Ed. Herschell Gordon Lewis anses vara pionjär inom genren med filmerna Blood Feast (1963) och Two Thousand Maniacs! (1964).
Det nämns även att många band, exempelvis black metalband i en norsk dokumentär har fått inspiration av just Splatter, Horror (Skräck), Zombiefilmer och Gorefilmer och ett band som sade att inspirationen bland annat kom från dessa filmer var Mayhem.